# Homayoun Ershadi
Homayoun Ershadi (o Homayon Ershadi, em persa: همایون ارشادی) é um ator iraniano, mais conhecido por seu papel no filme T'am e Guilass.

## Biografia
Ershadi nasceu em Isfahan, Irão, em 1947. Ele estudou arquitetura na Itália e trabalhou como arquiteto por muitos anos.
Ele foi "descoberto" como ator pelo aclamado diretor de cinema da new wave iraniana, Abbas Kiarostami. Enquanto estava sentado em seu carro no meio do trânsito de Teerã, Kiarostami se aproximou dele e finalmente o escolheu para desempenhar o papel principal no filme T'am e Guilass.
Ele ganhou o Sepanta Awards em 2017 como "Melhor Ator de Curta Metragem" por seu trabalho no Blue Lantern, no 10º Festival Anual de Filmes Iranianos em San Francisco, Califórnia.

## Filmografia
| Ano  | Título                                                       | Personagem          | Diretor            | Refs        |
| ---- | ------------------------------------------------------------ | ------------------- | ------------------ | ----------- |
| 1997 | Gosto de cereja (Ta'm-e gilas)                               | senhor Badii        | Abbas Kiarostami   | [ 5 ] [ 6 ] |
| 1998 | A pereira ( Derakht-e golabi )                               |                     | Dariush Mehrjui    | [ 7 ]       |
| 2002 | Perturbador (Mozahem)                                        |                     | Sirus Alvand       |             |
| 2005 | Retrato de uma senhora distante ( Sima-ye zani dar doordast) |                     | Ali Mosaffa        |             |
| 2006 | Cor do Amigo (Rang-e doost)                                  | Senhor. Jahangir    | Bita Shafipour     |             |
| 2007 | The Kite Runner                                              | Slime               | Marc Forster       | [ 8 ]       |
| 2008 | Aal                                                          |                     | Bahram Bahramian   |             |
| 2009 | Agora                                                        | Aspasius            | Alejandro Amenábar | [ 9 ]       |
| 2011 | Espelhos de frente                                           | Pedar               | Negar Azarbayjani  | [ 10 ]      |
| 2012 | Zero Dark Thirty                                             | Hassan Ghul         | Kathryn Bigelow    |             |
| 2014 | A Most Wanted Man                                            | Dr. Faisal Abdullah | Anton Corbijn      |             |
| 2015 | Utopia                                                       |                     | Hassan Nazer       |             |
| 2016 | Ali e Nino                                                   |                     | Asif Kapadia       | [ 11 ]      |
| 2016 | Lanterna azul                                                |                     | Pray Yarkhalaji    | [ 12 ]      |
| 2016 | O último habitante                                           | Ibrahim             | Jivan Avetisyan    |             |
| 2017 | Lina                                                         |                     | Ramin Rasouli      | [ 13 ]      |
| 2020 | Sem escolha                                                  |                     | Reza Dormishian    |             |
| 2022 | A cidade                                                     |                     | Ali Hazrati        |             |